# 有本国蔵
有本 国蔵（ありもと くにぞう、有本 國蔵とも。1860年 - 1944年1月10日）は、丹後国加佐郡舞鶴（現・京都府舞鶴市）出身の実業家・篤志家・政治家。1908年（明治41年）から1912年（大正元年）まで衆議院議員を1期務めた。1927年（昭和2年）に紺綬褒章を受章し、1929年（昭和4年）に緑綬褒章を受章。

## 生涯

### 実業家・政治家としての経歴

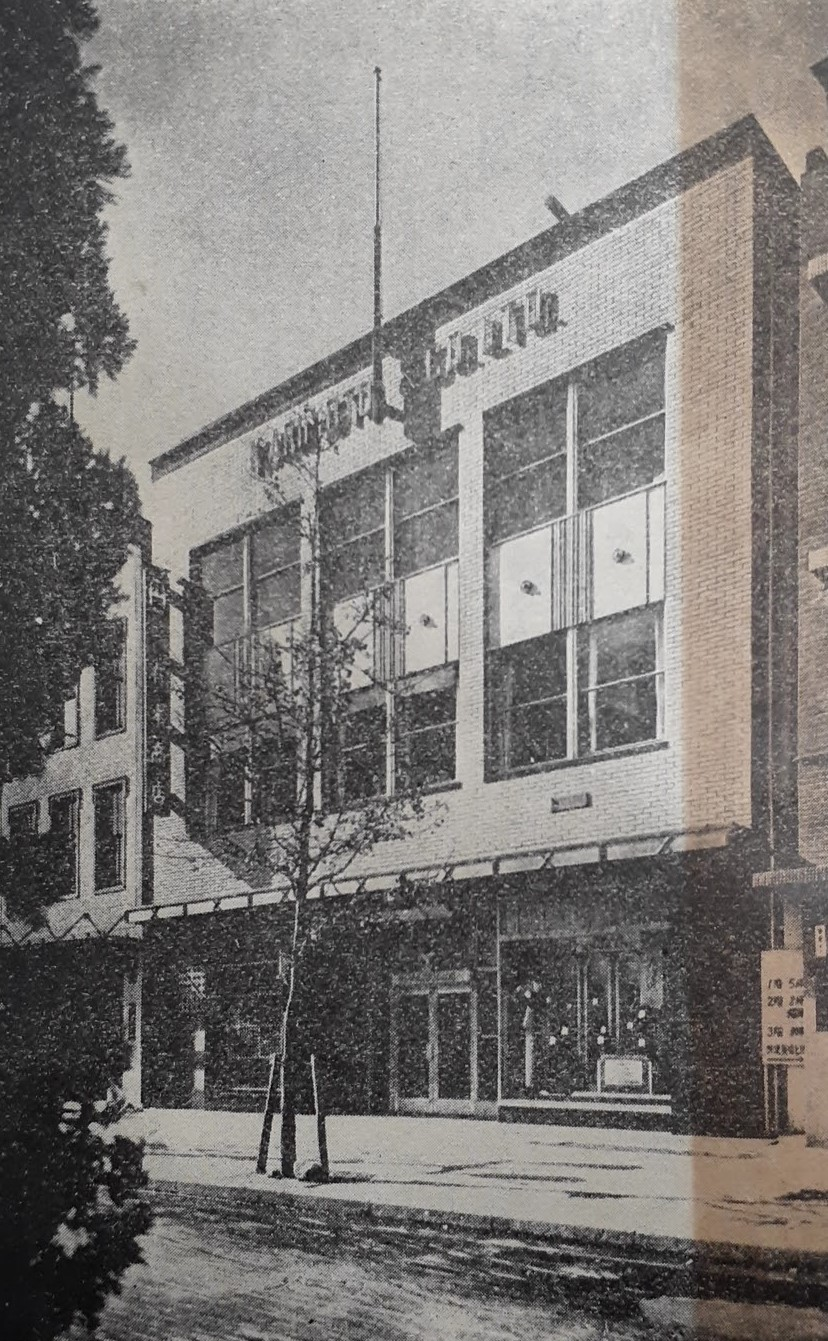
有本洋服店

生家は丹後国加佐郡舞鶴（現・京都府舞鶴市）にあった平野屋。1860年（万延元年）に四男として生まれた。父親は嘉助、母親は京子。12歳だった1871年（明治4年）には丹後田辺藩の元藩主である牧野弼成が経営する審致舎に丁稚奉公したが、審致舎が解散すると1877年（明治10年）に大阪に出て、長兄の賀三が経営する洋酒店兼洋服店に勤めた。
23歳だった1882年（明治15年）には山宮定次郎の長女梶子と結婚し、翌年には独立して大阪市高麗橋4丁目の淀屋橋南詰に洋服店を開業させた。翌年、1883年（明治16年）には洋服の月賦販売を開始させ成功。有本の商法を模倣する業者が多数登場した。
1896年（明治29年）には大阪羅紗販売株式会社を設立。40歳だった1899年（明治32年）には大阪市会議員に当選し、1905年（明治38年）には大阪商業会議所議員に当選した。1908年（明治41年）には立憲政友会から第10回衆議院議員総選挙に出馬（大阪6区）して当選し、1912年（大正元年）まで衆議院議員を1期務めた。1918年（大正7年）には大阪実業協会の理事に就任した。

### 篤志家としての経歴

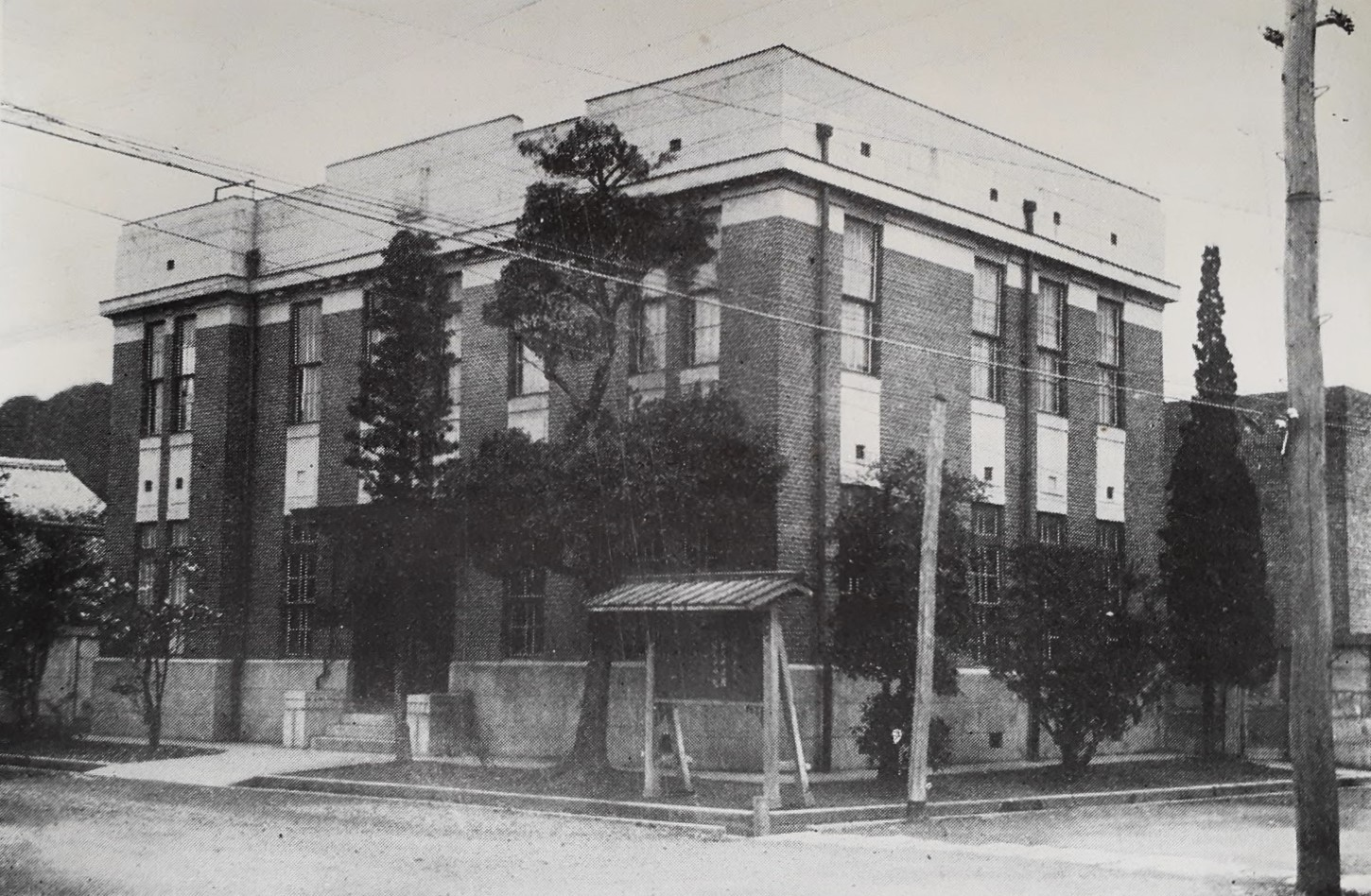
町立舞鶴図書館

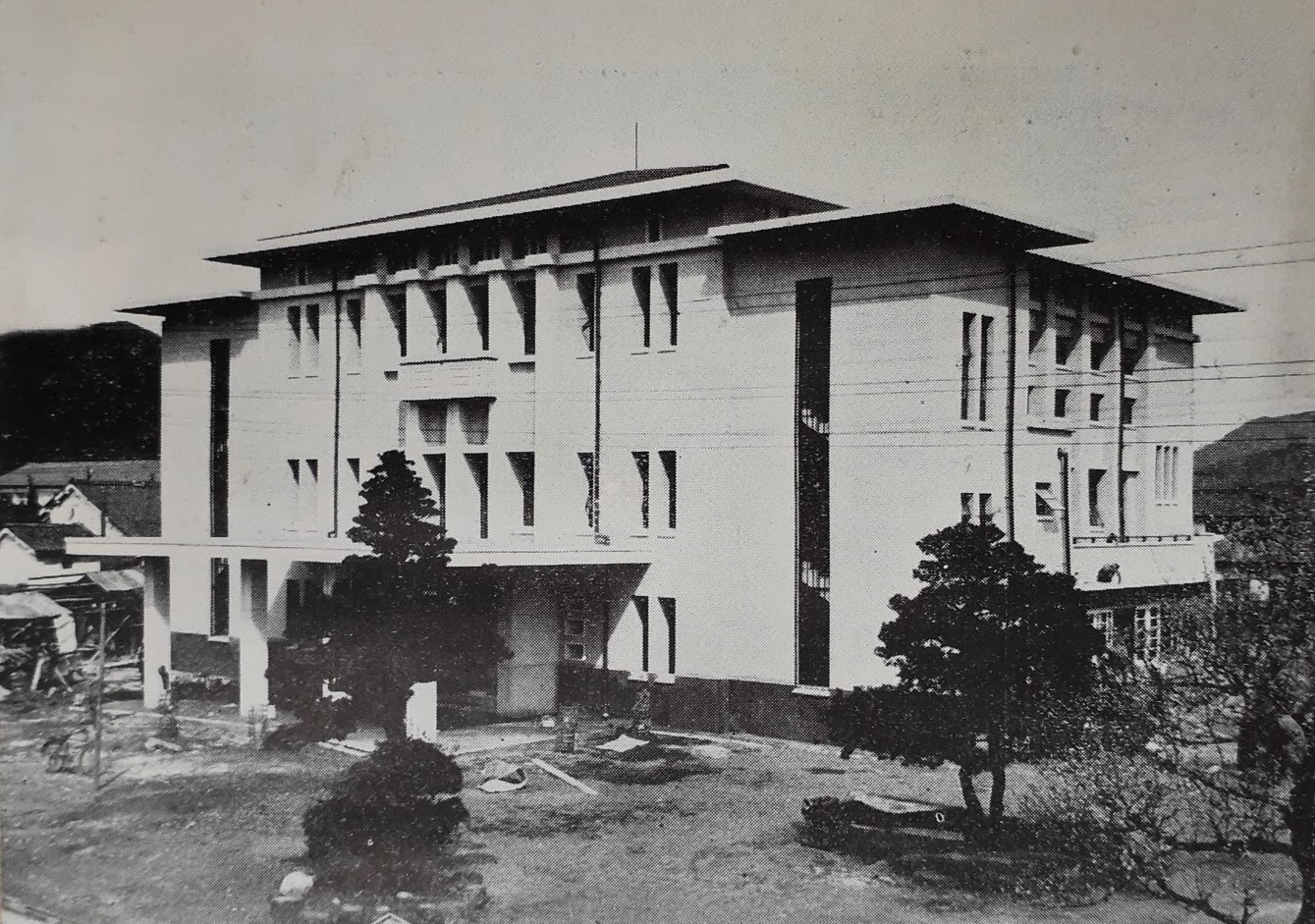
舞鶴公会堂

後年は篤志家としての活動が目立った。1913年（大正2年）には舞鶴町立明倫小学校のために舞鶴町に1万円を寄付し、1922年（大正11年）にも教育資金として舞鶴町に1万円を寄付した。1923年（大正13年）には京都府立工業学校（峰山工業学校）を設立するために京都府に200円を寄付し、見樹寺など8カ寺の無縁仏に対する施餓鬼料として1,800円を寄進した。これらの結果、1926年（大正15年）には有本嘉兵衛とともに舞鶴町議会から舞鶴町有功者の推薦を受けている。
北丹後地震があった1927年（昭和2年）には京都府立舞鶴中学校の建設費として京都府に1万円を寄付。また町立舞鶴図書館の敷地購入費として舞鶴町に21,365円を寄付した。舞鶴税務署の建物を転用した町立舞鶴図書館は、地方には珍しい立派な図書館であるとして文部省から選奨されている。有本嘉兵衛とともに財団法人有本積善社を設立し、10万円を舞鶴町に寄付した。
1936年（昭和11年）には舞鶴公会堂の建設費として舞鶴町に約13万円を寄付した。有本は1913年に表千家に入門して茶道に精進していたが、舞鶴町長の川北正太郎が有本に泣きついたことから、仕方なく愛用していた茶道具や書画を売却して舞鶴公会堂の建設資金を捻出したのだった。1942年（昭和17年）には紀元二千六百年記念行事として舞鶴町が計画した舞鶴彰古館の建設費23,000円を寄付した。
1927年（昭和2年）には紺綬褒章を受章し、1929年（昭和4年）には緑綬褒章を受章した。1944年（昭和19年）1月10日、兵庫県川辺郡小浜村（現・宝塚市）の別邸にて死去した。数え年85歳だった。

### 死後
有本が建設資金を提供した舞鶴公会堂は西舞鶴における文化の殿堂として愛されたが、1982年（昭和57年）には建物が取り壊され、跡地には1984年に（昭和59年）に舞鶴西総合会館が建設された。舞鶴西総合会館は舞鶴市役所西支所、舞鶴市西公民館、舞鶴市郷土資料館、舞鶴市林業センターなどを内包している。
舞鶴市役所西支所の2階には有本の功績を伝えるための有本国蔵記念館があり、建物入口脇の敷地内には有本の銅像が鎮座している。